# مكتبة المصحف الشريف
مكتبة المصحف الشريف، من المكتبات الرائدة التي أُنشئت في عهد الملك فيصل بن عبدالعزيز آل سعود في المدينة المنورة، وقد أُفتتحت سنة 1391هـ.

## محتوى المكتبة
- تحتوي المكتبة على 1878 مصحفاً و84 ربعة قرآنية حيث تمثل المراحل المختلفة لكتابة المصحف الشريف من حيث نوع الخط، وأدوات الكتابة، والمداد المستخدم.
- يرجع تاريخ أقدم مصحف فيها إلى عام 549هـ، وهو بخط أبي سعد محمد بن إسماعيل، وتاريخ إهدائه عام 1253هـ
- تتنوع المصاحف المخطوطة فيها من حيث الحجم، فمنها ما يصل حجمه إلى 142،5×80سم ووزنه 154 كجم، ومنها ما يصل حجمه إلى سنتيمترات قليلة في الطول والعرض، ومنها ما هو مكتوب على شكل دوائر، ومنها ماهو مكتوب على جلد الغزال
- وضعت في المكتبة نماذج مختلفة من أحزمة الكعبة المشرفة، وبعض الخزانات المعدة لحفظ المصاحف، وست وثلاثين ستارة ذهبية كتبت عليها بعض الآيات القرآنية بالخيوط الذهبية، وشموع يصل طول بعضها إلى 60سم، وعرضه 15سم، وقواعد تلك الشموع مصنوعة من الفضة أو النحاس، كما توجد بعض المباخر المصنوعة من الفضة الخالصة
- تحتوي المكتبة على على لوحات خطية كتبها السلاطين وخطاط المسجد النبوي الشريف، وتمتاز مكتبة المصحف الشريف بتنوع مقتنياتها الأمر الذي جعلها معلماً فريداً من معالم المدينة المنورة.[2]

## انظر ايضاً
- مصحف المدينة المنورة
- المدينة المنورة